# Gerola Alta
Gerola Alta é uma comuna italiana da região da Lombardia, província de Sondrio, com cerca de 249 habitantes. Estende-se por uma área de 38 km², tendo uma densidade populacional de 7 hab/km². Faz fronteira com Averara (BG), Bema, Cusio (BG), Introbio (LC), Ornica (BG), Pedesina, Premana (LC), Santa Brigida (BG), Valtorta (BG).

## Demografia
| Variação demográfica do município entre 1861 e 2011                               |
|                                                                                   |
| Fonte: Istituto Nazionale di Statistica (ISTAT) - Elaboração gráfica da Wikipedia |